# Viacom
Viacom Inc, (abbreviazione di Visual & Audio Communications) è stato un conglomerato dei media statunitense, con vari interessi in tutto il mondo nei canali televisivi satellitari e via cavo (MTV Networks, Nickelodeon e BET), nella produzione e distribuzione di pellicole (Paramount Pictures) e serie TV (Paramount Television) e nell'intrattenimento sportivo (Bellator Fighting Championships).
Sumner Redstone (1923-2020) è stato il fondatore, presidente emerito e, tramite National Amusements, il maggiore azionista.
Il 4 dicembre 2019, la società si è fusa con CBS Corporation per formare la nuova società denominata ViacomCBS (ora Paramount Global).

## Storia

### La scissione dell'ex Viacom
Nel 2005 Viacom annuncia di voler dividere l'azienda in due società separate quotate in borsa. L'approvazione da parte del consiglio di amministrazione avviene il 14 giugno 2005.
La nuova Viacom nasce il 31 dicembre 2005, come nuova società dalla scissione della vecchia Viacom diventata CBS Corporation.
Con la scissione le due nuove società iniziano le contrattazioni al NYSE, all'inizio del 2006.

## Divisioni
Vi sono due divisioni operative: Viacom Media Networks per gli Stati Uniti e Viacom International Media Networks per il resto del mondo.

## Proprietà (elenco non esaustivo)
- Paramount Motion Pictures Group - 100%
- Viacom Media Networks - 100%
- Viacom International Media Networks - 100%